# Polysyncraton magnetae
Polysyncraton magnetae is een zakpijpensoort uit de familie van de Didemnidae. De wetenschappelijke naam van de soort is voor het eerst geldig gepubliceerd in 1931 door Hastings.